# Biblis Tholus
Biblis Tholus (někdy také nesprávně nazývána jako Biblis Patera, což je název pro kalderu na vrcholku sopky) je štítová sopka s nepravidelným kráterem na vrcholu na povrchu Marsu, která se nachází na severní polokouli poblíž rovníku v oblasti Tharsis západně od sopky Ulysses Patera, od které je vzdálená pouze 100 km. Sopka se nachází severozápadním směrem od skupiny sopek Tharsis Montes, přesněji na západ od Pavonis Mons, na severu se objevuje dále zlomová oblast Ulysses Fossae a na jihu štítová sopka Arsia Mons, západně se nachází Gordii Dorsum. V severozápadním směru je dále Gigas Sulci, za kterým se nachází nejvyšší hora sluneční soustavy Olympus Mons.
Biblis Tholus je sopka s nepravidelným tvarem, která je přibližně 170 km dlouhá až 100 km široká a zvedá se 3 km nad okolní krajinu. Nicméně samotný kužel sopky je částečně pohřben okolními lávovými proudy, takže je těžké určit původní výšku a velikost sopky. Na vrcholku sopky se nachází kaldera, na které je vidět několikanásobný postupný propad po vyprázdnění lávy z magmatického krbu. Kaldera se rozkládá na 53 km s maximální hloubkou okolo 4,5 km. Stáří sopky je větší, než okolních planin, na kterých se nachází vyvřelá láva pocházející z pozdějších erupcí Pavonis Mons a odhaduje se na 2 až 2,8 miliardy let.
Pojmenována byla v roce 1973 dle klasického albedového jména.
9. listopadu 2004 byla sopka podrobně fotografována HRSC kamerou v rámci mise sondy Mars Express.